# Héry-sur-Alby
Héry-sur-Alby este o comună în departamentul Haute-Savoie din sud-estul Franței. În 2009 avea o populație de 901 de locuitori.

## Evoluția populației
| An        | 1975 | 1982 | 1990 | 1999 | 2006 | 2009 |
| --------- | ---- | ---- | ---- | ---- | ---- | ---- |
| Populație | 339  | 403  | 471  | 709  | 877  | 901  |